# 長谷川長二郎
長谷川 長二郎（はせがわ ちょうじろう、1929年（昭和4年）12月20日 - ）は日本の政治家。元新潟県三条市長（1期）。

## 経歴
新潟県出身。新潟県立三条商工学校（現新潟県立三条商業高等学校）卒。三条商工会議所副会頭、三条市議会議員、同議長などを務める。1991年の三条市長選挙に立候補したが落選。1995年の市長選挙で当選。1999年の市長選挙で再選を目指したが、会社社長の高橋一夫に敗れた。